# Pilot (Arrested Development)
"Pilot" es el episodio estreno de la serie de comedia de televisión Arrested Development. Fue escrito por el creador de la serie Mitchell Hurwitz y dirigido por los productores Anthony y Joe Russo. Se emitió originalmente en Fox el 2 de noviembre de 2003. El episodio que nunca se transmitió Pilot Extended, que aparece en la temporada 1 DVD, tiene varias características, como nuevas escenas, así como extensiones de escenas existentes. Como por ejemplo, cuando el Sr. George está a punto de anunciar su jubilación mientras es arrestado.

## Trama
Durante los últimos diez años, Michael Bluth había estado esperando por su padre, George Sr., para hacer de él un socio en su empresa familiar. En la mañana del barco de fiesta de jubilación de su padre, Michael habla del anuncio de su promoción con su hijo, George Michael. Los dos viven en una de las casas modelo de los Bluth, para mostrar su apoyo a la empresa. Después de dejar a su hijo en el puesto de bananas congeladas, Michael va a ver a su hermano mayor (un mago aficionado) Gob, a pedir su cheque para cubrir los gastos de la fiesta. Gob se pregunta por qué el partido no solo puede ser cancelado a la empresa. Después de todo, su hermana Lindsay había estado viviendo en el Four Seasons por un mes y la empresa esta, probablemente, pagando por ello. Molesto porque Lindsay lo evita (siendo que no había hablado con ella durante más de un año) y su abuso de la generosidad de la empresa, Michael va a contarle a su madre, Lucille, para difundir la noticia de que la chequera empresarial se está cerrando. Tobias, el marido de Lindsay, entonces entra. Tobias acaba de perder su licencia médica.

## Producción
La discusión que llevó a la creación de la serie comenzó en el verano de 2002. Ron Howard tuvo la idea original de crear una comedia al estilo de las cámaras de mano y los reality shows, pero con un guion elaborado y altamente cómico resultado de repetidas reescrituras y ensayos.  Howard se reunió con David Nevins, el presidente de Imagine Television, Katie O'Connell, vicepresidenta sénior, y dos escritores, incluido Mitchell Hurwitz. A la luz de los recientes escándalos contables corporativos, como Enron y Adelphia, Hurwitz sugirió una historia sobre una familia "de ricos a pobres". Howard e Imagine se interesaron inmediatamente en usar esta idea y contrataron a Hurwitz para escribir el programa. La idea fue presentada y vendida en el otoño de 2002. Durante los siguientes meses, Hurwitz desarrolló los personajes y la trama de la serie. El guion piloto fue presentado en enero de 2003 y filmado en marzo de 2003. Fue presentado a fines de abril y agregado a la programación de otoño de Fox en mayo. 
Tony Hale, que interpreta a Buster, recordó que "realmente no improvisamos mucho, porque sabíamos que [Mitchell Hurwitz] quería que se hiciera de una manera específica".